# 格倫黑文 (科羅拉多州)
格倫黑文（英語：Glen Haven）是位於美國科羅拉多州拉里默爾縣的一個非建制地區。該地的面積和人口皆未知。

## 地理
格倫黑文的座標為40°27′13″N 105°26′56″W / 40.45361°N 105.44889°W，而該地的平均海拔高度為2195米（即7200英尺）。